# Donauturm
Donauturm – jedna z najwyższych budowli w Wiedniu, w Austrii. Obiekt znajduje się na terenie parku Donaupark.
Wieża została wzniesiona została w latach 1962–1964, z okazji Międzynarodowej Wystawy Ogrodów (Wiener Internationale Gartenschau 1964). Wieżę zaprojektował austriacki architekt Hannes Lintl, na podstawie danych technicznych inżyniera Roberta Krapfenbauera (Krapfenbauer, 1966, Turmbauweise, s.28). W dniu oddania wieży od użytku w 1964 roku, była ona najwyższą konstrukcją żelbetową w Europie.
12 października 1962 roku nastąpiło oficjalne położenie kamienia węgielnego. 16 kwietnia 1964 roku miało miejsce oficjalne oddanie wieży do użytku przez ówczesnego prezydenta Austrii Adolfa Schärfa. Budową kierował Eberhard Födisch.
Z wieży rozciąga się widok na Wiedeń i jego okolice, aż do 80 km. Przy dobrej widoczności można zobaczyć górę Rax i Schneeberg w kierunku południowym, a także Bratysławę w kierunku wschodnim. Wieża jest ulubioną atrakcją turystyczną mieszkańców Wiednia.

## Wydarzenia związane z wieżą
Z okazji Międzynarodowej Wystawy Poczty Lotniczej, która miała miejsce w Wiedniu 6 czerwca 1968 roku, planowano start siedmiu balonów. Trzy z nich, z powodów technicznych nie wystartowały, trzy wzniosły się prawidłowo do góry, a jeden, z powodu błędu pilota, nie nabrał wystarczająco szybko wysokości i zahaczył o siatkę bezpieczeństwa zawieszoną pod drugą platformą widokową wieży. W wyniku tego balon uległ rozdarciu, a kosz z pasażerami spadł na ziemię. Na miejscu zginęli amerykański pilot Francis Shields, pracownik poczty Guntram Pammer oraz młody dziennikarz Dieter Kasper z Austriackiej Agencji Prasowej.
Z okazji wizyty papieskiej w 1983 roku, 11 września w na terenach wokół wieży Jan Paweł II odprawił mszę, w której uczestniczyło około 300 tys. wiernych.

## Atrakcja turystyczna
Według danych z 2009 roku Wiedeńskiego Stowarzyszenia Turystycznego, wieża Donauturm znalazła się na 8. miejscu atrakcji turystycznych Wiednia. W 2009 roku wieżę odwiedziło 396 tys. turystów (2008 – prawie 420 tys.).
Do 2004 roku, tj. 40. rocznicy powstania wieży, w sumie odwiedziło ją 16,5 miliona turystów.
Wieża ma 252 m wysokości. Na wysokości 150 m znajduje się platforma widokowa, na którą można się dostać windą lub schodami (776 stopni). Z platformy tej odbywają się także skoki na bungee. Na wysokości 160 oraz 170 m ulokowane są obrotowe restauracje, z których można obejrzeć panoramę Wiednia.

## Literatura
- Bundesdenkmalamt (Hrsg.): Dehio-Handbuch. Wien. X.–XIX. und XXI.–XXIII. Bezirk. XXII. Bezirk. Donauturm. Berger, Horn und Wien 1997, ISBN 3-85028-394-1, Seite 661.
- Felix Czeike: Historisches Lexikon Wien. Verlag Kremayr & Scheriau, Wien 1993, ISBN 3-218-00544-2, Band 2, S. 74.
- Mark Steinmetz: Wien – Der Architekturführer. Verlagshaus Braun, Berlin 2006, ISBN 3-938780-14-2, S. 215.
- Wolfgang Kos, Christian Rapp: Alt Wien. Die Stadt, die niemals war. Katalog zur Ausstellung im Historischen Museum der Stadt Wien, Czernin-Verlag, 2004 ISBN 978-3-70760-193-0.